# Trentepohlia pamela
Trentepohlia pamela är en tvåvingeart som beskrevs av Alexander 1959. Trentepohlia pamela ingår i släktet Trentepohlia och familjen småharkrankar.
Artens utbredningsområde är Moçambique. Inga underarter finns listade i Catalogue of Life.